# Ulf Heimdahl
Ulf Heimdahl, född 1 juli 1945 i Tumba, är en svensk bokförläggare och marknadsförare.

## Biografi
Heimdahl tog studentexamen 1964 och bedrev därefter studier vid Stockholms universitet 1965–1966, vid KTH 1966–1969 och vid Berghs School of Communication 1974–1975. Han var anställd som sekreterare vid Svenska Missionskyrkans Ungdom från 1970 och som informationssekreterare vid Svenska Missionsförbundet från 1974.
Heimdahl var förlagschef för Gummessons Bokförlag/Musikförlag 1980–1982, marknadschef vid Verbum Förlag 1982–1984 och förlagschef för Idéförlaget från 1984. Från 1985 var han förlagschef och verkställande direktör för Informationsförlaget, från 1988 bokförläggare där.
Heimdahl har också varit styrelseledamot i Svenska Förläggareföreningen 1982–1985 samt 1993–1998 och styrelseledamot för Lärarförbundets utbildningsföretag Lärarfortbildning AB 2002–2015 och Ledarinstitutet 2012–2015.